# Curvularia oryzae
Curvularia oryzae is een parasiterende schimmel uit de familie Pleosporaceae. De wetenschappelijke naam is voor het eerst geldig gepubliceerd door Sivanesan in 1987.

## Kenmerken
De conidioforen van Curvularia oryzae kunnen alleen of groepsgewijs voorkopen en hebben een kleur en komen voor op stroma en aan de uiteinden van schimmeldraden. Deze conidioforen hebben een bruine tot donkerbruine kleur, echter verbleekt de kleur aan de uiteinden van het condiofoor. De condioforen worden onder natuurlijke omstandigheden maximaal 280 micrometer lang, in kweekvorm kunnen ze tot vierhonderd micrometer lang worden. Een condiofoor heeft vaak een zwelling en deze is gemiddeld tussen de zes en dertien micrometer dik terwijl het condiofoor boven de zwelling tussen de zes en de acht micrometer dik is. Aan het uiteinde is een condiofoor gemiddeld tussen de vier en de zes micrometer dik.
De conidiën hebben een rechte vorm. De schimmel voedt zich onder andere met rijstplanten waar hij stroma vormt. Wanneer hij in kolonievorm voorkomt heeft deze een kleur variërende van zwartbruin tot lichtgrijs. Een dergelijke kolonie is behaard en heeft een katoenachtige structuur.